# Comté de Columbia (Pennsylvanie)
Pour les articles homonymes, voir Comté de Columbia.
Le comté de Columbia est un comté des États-Unis, dans le Commonwealth de Pennsylvanie. Le siège du comté se situe à Bloomsburg.

## Démographie
Au recensement de 2020, le comté comptait 64 727 habitants.

## Hydrographie
Le comté est traversé par la Susquehanna, l'affluent Roaring Creek (en) et Mill Creek[réf. nécessaire].

## Histoire
Il a été créé le 22 mars 1813, à partir du comté de Northumberland et tire son nom de Columbia (nom poétique des États-Unis en référence à Christophe Colomb). 